# يوخن هيكت
يوخن هيكت (بالألمانية: Jochen Hecht)‏ (و. 1977  م) هو لاعب هوكي الجليد ألماني، ولد في مانهايم، شارك في الألعاب الأولمبية الشتوية 2010، والألعاب الأولمبية الشتوية 1998، والألعاب الأولمبية الشتوية 2002، مركز لعبه هو مركز ‏.

## روابط خارجية
- يوخن هيكت على موقع دوري الهوكي الوطني (الإنجليزية)
- يوخن هيكت على موقع إي إس بي إن.كوم (أن.إتش.أل) (الإنجليزية)
- يوخن هيكت على موقع EliteProspects.com (الإنجليزية)
- يوخن هيكت على موقع Eurohockey.com (الإنجليزية)
- يوخن هيكت على موقع HockeyDB.com (الإنجليزية)
- يوخن هيكت على موقع Hockey-Reference.com (الإنجليزية)
- يوخن هيكت على موقع أوليمبيديا (الإنجليزية)